# Virazeil
Virazeil é uma comuna francesa na região administrativa da Nova Aquitânia, no departamento Lot-et-Garonne. Estende-se por uma área de 19,89 km². Em 2010 a comuna tinha 1 723 habitantes (densidade: 86,6 hab./km²).